# Pala di Ognissanti (Boselli)
La Pala di Ognissanti, opera di Antonio Boselli, si trova sull'altare di San Marco a destra dell'altare maggiore della basilica di Santa Maria Maggiore in Bergamo.

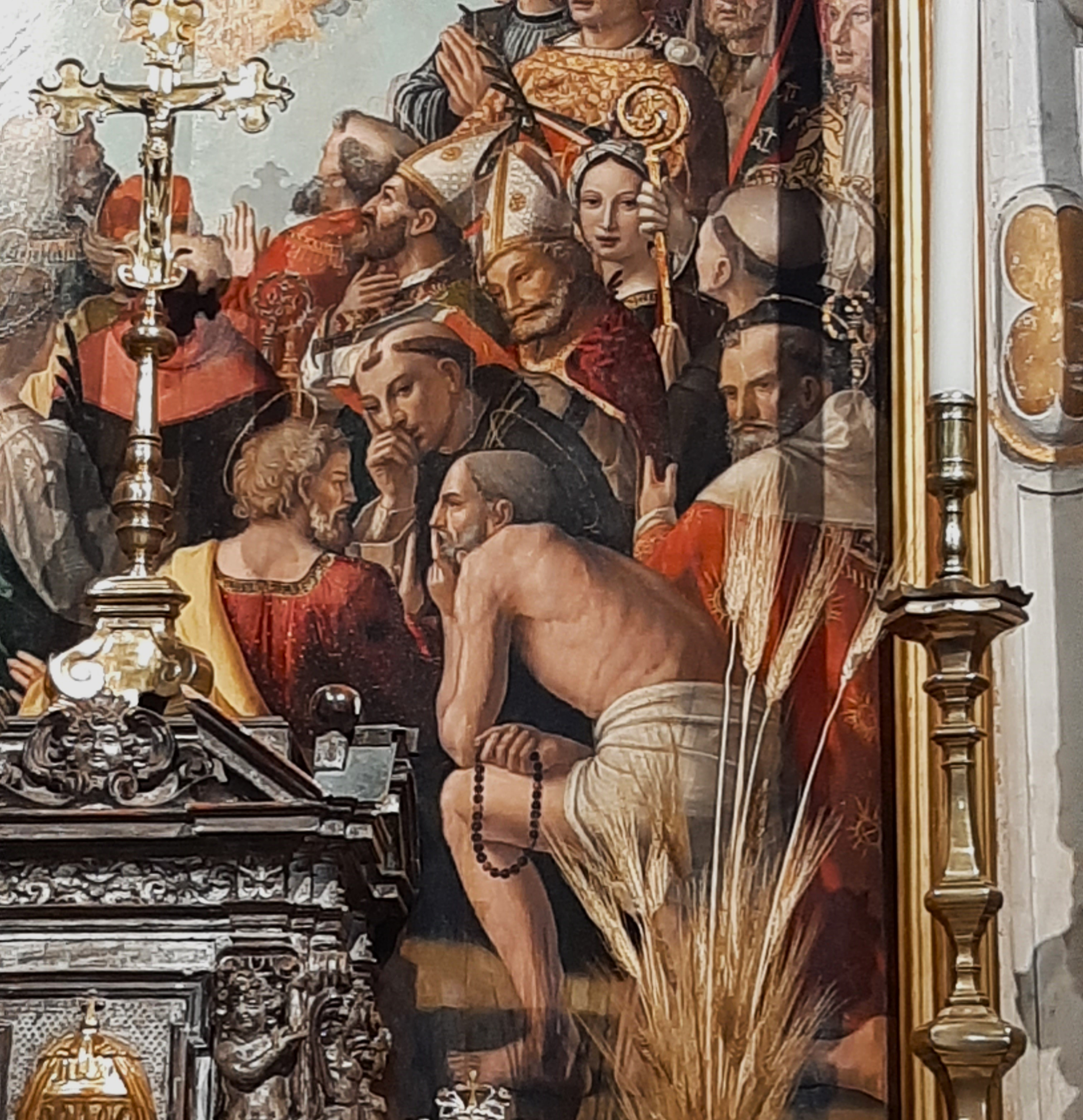
Particolare con sant'Onofrio e san Marco

## Storia
Nel Cinquecento bergamasco, non era comune disegnare una pala di Ognissanti, ve ne sono presenti sul territorio solo tre, una in Gromo, nella chiesa di San Giacomo e San Vincenzo, una a Nembro, nella chiesa di San Martino, entrambe opera di Antonio Marinoni con una datazione successiva a quella che è la pala ufficialmente opera del Boselli conservata in Santa Maria Maggiore datata 1514, e realizzata entro il 9 febbraio,, ma per anni grande fu la confusione nell'attribuire il lavoro al Boselli.
Pietro Corsino cita questo quadro, il 10 settembre 1670, rispondendo a un quesito posto dal Calvi per la realizzazione del suo Effemeride sagro profana di quanto di memorabile sia successo in Bergamo, sua diocese et territorio, dove gli chiedeva cosa ci fosse di rilevanza come arte o artista nella basilica, e questo gli lasciò intendere che la pala fosse considerata di grande valore, anche se il Corsino non attribuì l'opera al Boselli, ma a Bramantino Milanese confondendolo con il Bramante, cosa che capiva al tempo in cui i documenti erano di difficile reperimento creduta del Bramantino, ma, secondo lo storico Simone Facchinetti “forse semplicemente un'iscrizione identificativa del santo eremita Onofrio: S[AN]C[T]VS ONOFRIVS”

Venne pubblicato nella prima guida di Bergamo del 1774 da Francesco Saverio Bartoli, con l'assegnazione ad un nuovo immaginario autore, egli ritenne che la scritta presente sulla fascia di san Giuseppe FCUS ANCERIUS fosse la firma dell'autore, inventandosi un  Franciscus Ancerius mai esistito.
E fu così che il Lanzi continuò nell'errore ...in una tavola d'altare con un Paradiso e santi moltissimi Fcus Ancerius. Se ne ignora la patria. È diligenti pittore antico, confuso già con il Bramantino....
Furono però considerate molto importanti le conoscenze del Corsini, tanto che quando Giacomo Carrara pubblicherà le postume Vite de' pittori, scultori e architetti bergamaschi di Francesco Tassi, elencherà e descriverà la pala di Ognissanti come opera di Bartolomeo Bramantino, eppure il Tassi aveva scritto, non individuandola, di una pala di Antonio Boselli del 1514 per la chiesa di Santa Maria Maggiore, non descrivendola, ma citando il documento originale ora perduto 
Furono solo i fratelli Marenzi nel 1824, a dipanare ogni errore e ridare la giusta assegnazione alla pala, ora opera indiscussa di Antonio Boselli, considerata il suo lavoro più importante, ma questo fu pubblicato solo nel 1867 su Pittori bergamaschi scritto da Pasino Locatelli.

## Descrizione
La pala del Boselli, è posta sull'altare dedicato a san Marco, sul lato destro dell'abside della basilica, e ha una sua collocazione temporale storica, precisa.
In posizione centrale in una grande mandorla dorata formata da una schiera di angeli che la sostengono, c'è l'immagine del Cristo seduto, che con la mano destra benedicente mentre con la mano sinistra tiene un libro aperto, dove è scritto PARVVS QVIDEM LABOR EST SED MVLTA REQVIES.

Il Cristo è circondato da trentasei santi, disposti in ordine predeterminato, e identificabili o dagli abiti o dagli attributi iconografici 
, i più vicini a Cristo sono la Madonna e san Giovanni Battista. Vi sono composte le figure dei santi più importanti per Bergamo: a sinistra san Giuseppe che era stato eletto patrono della città nel 1511, san Vincenzo a cui era intitolata la chiesa principale, santo Stefano e a Bergamo vi era il grande monastero domenicano distrutto poi nel 1561. per ampliare le mura veneziane, e sant'Alessandro di Bergamo, patrono e martire proprio della città.
Che sicuramente creano maggior attenzione all'osservante sono le due figure in primo piano al centro del quadro: san Marco e sant'Onofrio che sono in conversazione, e la loro discussione è il messaggio politico che voleva rappresentare l'autore.
La pala era stata commissionata al Boselli dai nobili Dondacio Colleoni e Bertolino Bagnati, rappresentanti delle famiglie guelfe di Bergamo, e fedeli sudditi di Venezia, serve anche considerare che il 12 giugno 1512 si era insediato in nuovo governo autonomo filo-veneziano, dopo l'occupazione francese, giorno dedicato alla devozione di sant'Onofrio, che nella pala viene dipinto nell'atto di sgranare un rosario e in attenta attesa dei consigli da san Marco, patrono della repubblica veneziana.

L'impostazione della tela riporta alle opere del Bramantino, per come vengono disposte le figure in primo piano, l'orientamento filo milanese, con un dialogo diretto tra opera e osservatore..
Il dipinto è posto in una cornice realizzata dal milanese Francesco Brembilla verso il 1585 piuttosto complessa, formata da motivi geografici dorati. Lateralmente due angeli telamoni sorreggono le colonne sormontate da capitelli. L'architrave con timpano spezzato e ricurvo ha due angioletti che reggono festoni di frutta e racchiudono il busto di un santo.